# Beatrix Kökény
Beatrix Kökény (Budapest, 12 de marzo de 1969) es una exjugadora húngara de balonmano, campeona de Europa en 2000, subcampeona olímpica en Sídney 2000 y bronce en Atlanta 1996, así como subcampeona mundial en 1995.
Disputó 245 partidos con la selección (542 goles), y desde 2020 ejerce como directora deportiva del Ferencvárosi TC.

## Trayectoria

### Clubes
Su carrera comenzó en el polideportivo Fradi en Népliget en 1981, bajo la tutela del legendario entrenador de categorías inferiores, József Hajnal.
Debutó en el primer equipo del Budapesti Építők SC en 1987 y conquistó dos ligas consecutivas (1989 y 1990) con el histórico conjunto capitalino. Tras proclamarse campeona nacional con el Hargita KC (1991), firmó en 1992 por el Ferencvárosi TC, donde permaneció hasta su retirada en 2001. Con el Fradi ganó seis campeonatos húngaros y siete Copas de Hungría, además de disputar la final de la Recopa de Europa de 1994, perdida por un global de 45-44 ante el TuS Walle Bremen.
En 2001 colgó las zapatillas.

#### Trayectoria de clubes
- 1987 – 1991:  Budapesti Építők SC
- 1991 – 1992:  Hargita KC
- 1992 – 2001:  Ferencvárosi TC

### Selección
Integrante del combinado nacional entre 1988 y 2000, Kökény disputó cinco grandes torneos: bronce olímpico en Atlanta 1996, plata mundial en 1995, oro europeo en 2000, plata olímpica en Sídney 2000 y bronce europeo en 1998. Fue capitana en la histórica final continental de 2000, donde Hungría remontó seis goles para imponerse a Ucrania (32-30).

## Premios y títulos

### Con la selección
- 1 x Medalla de oro en el Campeonato Europeo (2000)
- 1 x Medalla de plata en los Juegos Olímpicos (2000)
- 1 x Medalla de plata en el Campeonato Mundial (1995)
- 1 x Medalla de bronce en los Juegos Olímpicos (1996)
- 1 x Medalla de bronce en el Campeonato Europeo (1998)

### Con sus clubes
- 8 x Nemzeti Bajnokság I (1989, 1990, 1991, 1994, 1995, 1996, 1997, 2000)[5]
- 7 x Magyar Kupa (1992, 1993, 1994, 1995, 1996, 1997, 2001)[6]

## Vida personal
Está casada desde 1997 con el espadista Géza Imre, doble medallista olímpico, y tienen dos hijos, Bence y Szofi (dos veces campeón de Europa juvenil), ambos jugadores de balonmano en la cantera del Ferencváros. Su padre fue un futbolista húngaro de los años sesenta y su hermano jugó en el MTK.
Actualmente trabaja como miembro de la junta directiva de la Asociación Húngara de Balonmano y es la directora deportiva de la Academia de Balonmano FTC.